# Damian Rascu
Damian V. Rascu (Rașcu) (n. 9 ianuarie 1892 – d. 6 februarie 1970) a fost un general român, care a luptat în al Doilea Război Mondial.

## Funcții deținute
- 1940 – 1942 - Comandantul Regimentului 26 Infanterie Dorobanți
- 1942 – 1943 - Șef al Statului Major al Corpului 6 Armată
- 1943 – 1944 - Colonel; Comandantul Brigăzii 20 Infanterie
- 29 mai 1944 - 14 octombrie 1944 - General de Brigadă; Comandantul Diviziei 20 Infanterie
- august - septembrie 1944 - Capturat de sovietici și eliberat în scurt timp
- 1944 - Ofițer de legătură pe lângă comandamentul armatei sovietice din Moldova,
- 1944 – 1945 - Șeful Statului Major al Armatei I-a
- 1951 - General-Maior; În retragere.

## Decorații
- Ordinul „23 August” clasa a III-a (10 august 1964) „pentru merite deosebite în opera de construire a socialismului, cu prilejul celei de a XX-a aniversări a eliberării patriei”[2]